# 닛산 350Z
닛산 350Z는 300ZX의 후속 모델이며, 닛산사가 만든 2인승 자동차이다. 일본 내수모델의 경우 Fairlady Z라는 명칭을 사용한다. 쿠페와 로드스터가 존재하며 쿠페는 2002년 7월, 로드스터는 2003년 10월에 출시되었다. 쿠페 모델은 2008년 12월에 후속 모델인 370Z가 출시되어서 단종되었다. 그러나 로드스터 모델은 2009년까지 연장 생산되었다.

## 주요 제원
- 엔진형식: VQ35HR
- 배기량: 3,498cc
- 연료: 가솔린
- 연비: 7.8km/ℓ
- 최대출력: 306hp
- 승차인원: 2명
- 구동방식: 후륜구동(FR)
- 변속기: 수동6단/자동5단

## 사진

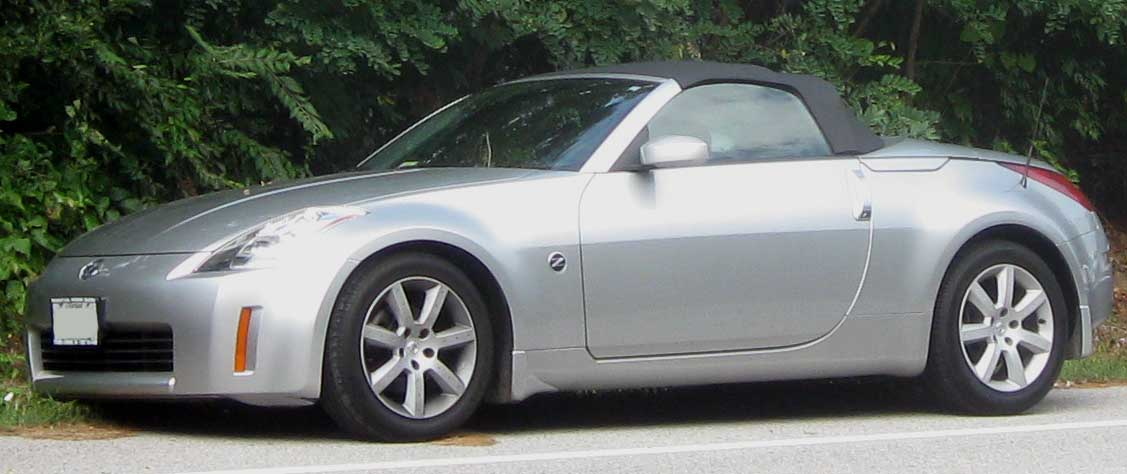
닛산 350Z 정측면 (로드스터)
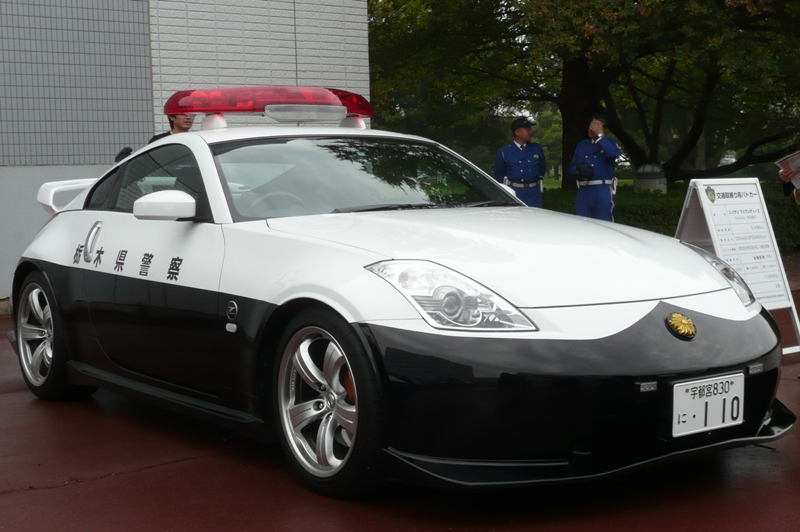
닛산 350Z 일본 경찰차 정측면 (쿠페)
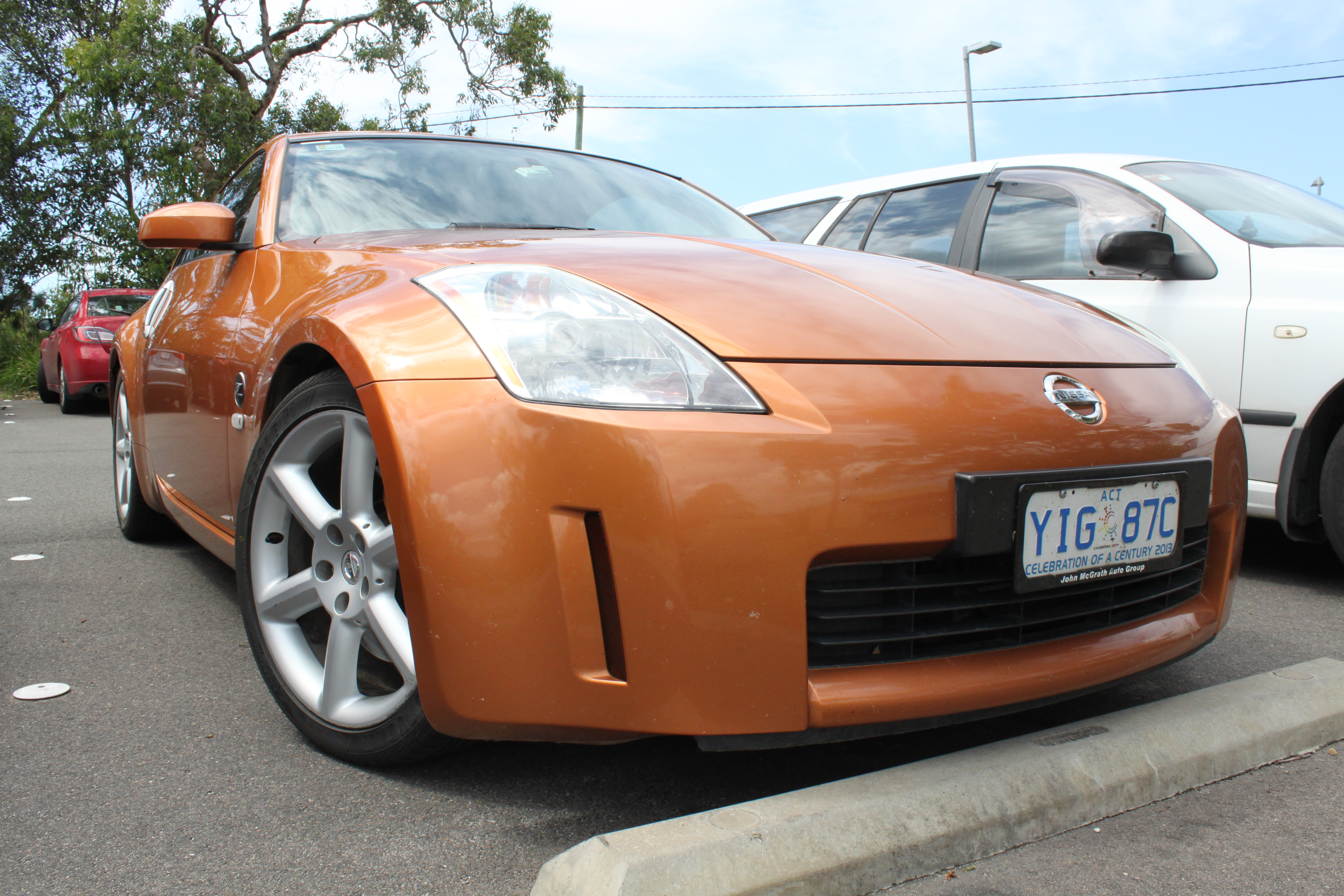
닛산 350Z 쿠페 정측면

## 같이 보기
- 닛산 VQ 엔진
- 닛산 페어레이디 Z